# Illa Hoved
L'Illa Hoved és una petita illa deshabitada que forma part de la regió de Qikiqtaaluk del territori canadenc de Nunavut. L'illa es troba entre les penínsules de Svendsen i Bjorne, dins el fiord Baumann de l'illa Ellesmere de a l'arxipèlag àrtic canadenc. Té una superfície de 158 km² i un perímetre de 55 quilòmetres.
Va ser cartografiada i batejada durant la segona expedició noruega del Fram (1898-1902), dirigida pel capità Otto Sverdrup. Hoved en noruec significa "principal".